# James Lord
Pour les articles homonymes, voir Lord.
James Lord, né le 27 novembre 1922 à Englewood (New Jersey) et mort le 23 août 2009 à Paris, est un écrivain américain.
Il est l'auteur de plusieurs ouvrages, notamment de biographies acclamées par la critique sur les artistes Alberto Giacometti et de Pablo Picasso.

## Biographie
James Lord naît à Englewood, dans le New Jersey, et y a grandi. Il est fils de Louise et d'Albert Lord. Son père était agent de change et, jusqu'à la chute de Wall Street, la famille vivait, comme le disait Lord, dans « les échelons inférieurs des classes supérieures ». Il obtient son diplôme de l'école pour garçons d'Englewood (en) (maintenant l'école Dwight-Englewood (en)) en 1940. 
Lord fréquente la Wesleyan University, mais n'y obtient aucun diplôme. Pendant la Seconde Guerre mondiale, il sert dans l'armée des États-Unis, dissimulant soigneusement son homosexualité,. 
James Lord meurt d'une crise cardiaque à Paris, à l'âge de 86 ans.

## Dans la culture populaire
Le film Alberto Giacometti, The Final Portrait (2017) raconte l'histoire de son amitié avec le peintre et sculpteur Alberto Giacometti. Son personnage est joué par Armie Hammer.

### Biographies et romans
- No Traveler Returns, John Day Company, 1956 (ASIN B002DGC9J4)
- The Joys of Success, John Day Company, 1958 (ASIN B0007E5806)
- A Giacometti Portrait, Forgotten books, 1965 (ISBN 978-1-5283-4018-2). Traduction française, Un portrait par Giacometti, Paris, Gallimard, 1991.
- Giacometti : A Biography, Farrar, Straus and Giroux, 1985, 576 p. (ISBN 978-0-374-52525-5). Traduction française Giacometti biographie, Paris, Nil, 1997.
- Picasso and Dora : A Personal Memoir, Weidenfeld & Nicolson, 1993 (ISBN 978-0-297-81383-5). Traduction française, Picasso et Dora Maar, Paris, Séguier, 2001.
- Six Exceptional Women : Further Memoirs, Farrar, Straus and Giroux, 1994, 372 p. (ISBN 978-0-374-52836-2), Traduction française, Des femmes remarquables, Paris, Plon, 1996.
- Making Memoirs, Elysium Press, 1995 (ISBN 978-0-9640399-4-0)
- Some Remarkable Men : Further Memoirs, Farrar, Straus and Giroux, 1996, 360 p. (ISBN 978-0-374-26655-4). Traduction française, Des hommes remarquables, Paris, Séguier, 2001.
- A Gift for Admiration : Further Memoirs, Farrar, Straus and Giroux, 1998, 198 p. (ISBN 978-0-374-28192-2)
- Stories of Youth, Elysium Press, 2001
- My Queer War, Farrar, Straus and Giroux, 2010 (ISBN 978-0-374-53275-8)

### Livres d'art
- Plausible portraits of James Lord: with commentary by the model, New York, Farrar, Straus and Giroux, 2003, 228 p. (ISBN 978-1-429-92187-9)

## Filmographie partielle
- 1988 : La Bête dans la jungle
- 2000 : A Lord Portrait
- 2008 : Alberto Giacometti, the Final Portrait